# Yeo Seo-jeong
Yeo Seo-jeong (Yongin, 20 februari 2002) is een Zuid-Koreaanse turnster. Op de Olympische Spelen in Tokio won ze de bronzen medaille op sprong. Ze is de eerste Zuid-Koreaanse gymnaste die een medaille haalde op de Olympische Spelen.

## Carriere
In 2018 deed ze als zestienjarige voor het eerste mee met de wereldkampioenschappen. Ze kwalificeerde zich voor de sprongfinale en werd uiteindelijk 5e.
In 2029 introduceerde ze een nieuwe sprong: (voorwaarts op) gestrekte salto voorwaarts met dubbele schroef. Op de wereldkampioenschappen in Stuttgart kon ze deze sprong uitvoeren in de kwalificaties, waardoor deze naar haar vernoemd werd. In de finale slaagde ze echter niet om haar eigen element goed uit te voeren waardoor ze laatst werd.
Op de Olympische Spelen in Tokio voerde ze opnieuw haar eigen element uit. Haar sprong had de hoogste moeilijkheidsgraad van deze Spelen: 6,2. Ze haalde er de bronzen medaille mee, als eerste Zuid-Koreaanse gymnaste ooit.
Op de wereldkampioenschappen in 2022 werd ze 7e in de sprongfinale.
In 2023 tekende ze present op de wereldkampioenschappen in Antwerpen. Het Zuid-Koreaanse vrouwenteam werd elfde in de kwalificatie-ronde. Daarmee gingen ze niet door naar de finale, maar kwalificeerden ze zich wel als volledige team voor de Olympische Spelen in Parijs. In de sprongfinale haalde ze de bronzen medaille, na Rebeca Andrade en Simone Biles.

## Persoonlijk leven
Yeo's beide ouders zijn ook gymnasten (geweest). Haar vader, Yeo Hong-chul, haalde de zilveren medaille op sprong op de Olympische Spelen van 1996. 

## Resultaten
| Jaar | Plaats                        | Resultaten |
| ---- | ----------------------------- | ---------- |
| 2018 | Wereldkampioenschap Doha      | 5e sprong  |
| 2019 | Wereldkampioenschap Stuttgart | 8e sprong  |
| 2021 | Olympische Spelen Tokio       | sprong     |
| 2022 | Wereldkampioenschap Liverpool | 7e sprong  |
| 2023 | Wereldkampioenschap Antwerpen | sprong     |